# 薔薇の聖堂
『薔薇の聖堂』（ばらのせいどう）は、MALICE MIZERの第3期1枚目のアルバムである。

## 概要
- 全10曲入り。通算3枚目のフルアルバムであり、Midi:Nette M.†.M（ミディネット エーム・クロワ・エーム）を設立後、初となるアルバム作品。
- チェンバロやパイプオルガンの音色を多用し、全体としてゴシックテイストが非常に強い。
- 3代目のボーカルとなるKlahaが正式に加入する前の作品であり、曲によってKlahaがボーカルをとっているもの、女性ソプラノや混声コーラス隊が採用されているものがあるなど、多様な歌唱形式をとっていることが特徴である。
- 初回限定版はA5判、豪華ブックレット仕様。

## 収録曲
1. 薔薇に彩られた悪意と悲劇の幕開け (0:29)
(作曲：Mana)
2. 聖なる刻(とき)　永遠の祈り (8:14)
(作詞・作曲：Mana)
3. 『虚無の中での遊戯』 (6:38)
(作詞・作曲：Mana)
4. 鏡の舞踏　幻惑の夜 (3:55)
(作詞・作曲：Közi)
5. 『真夜中に交わした約束』 (6:01)
(作詞・作曲：Mana)
6. 血塗られた果実 (4:39)
(作詞・作曲：Mana)
7. 地下水脈の迷路 (5:28)
(作詞・作曲：Közi)
8. 破誡の果て (4:01)
(作詞・作曲：Mana)
9. 『白い肌に狂う愛と哀しみの輪舞』 (5:40)
(作詞・作曲：Mana)
10. 『再会の血と薔薇』 (5:32)
(作曲：Mana)